# Yzaguirre

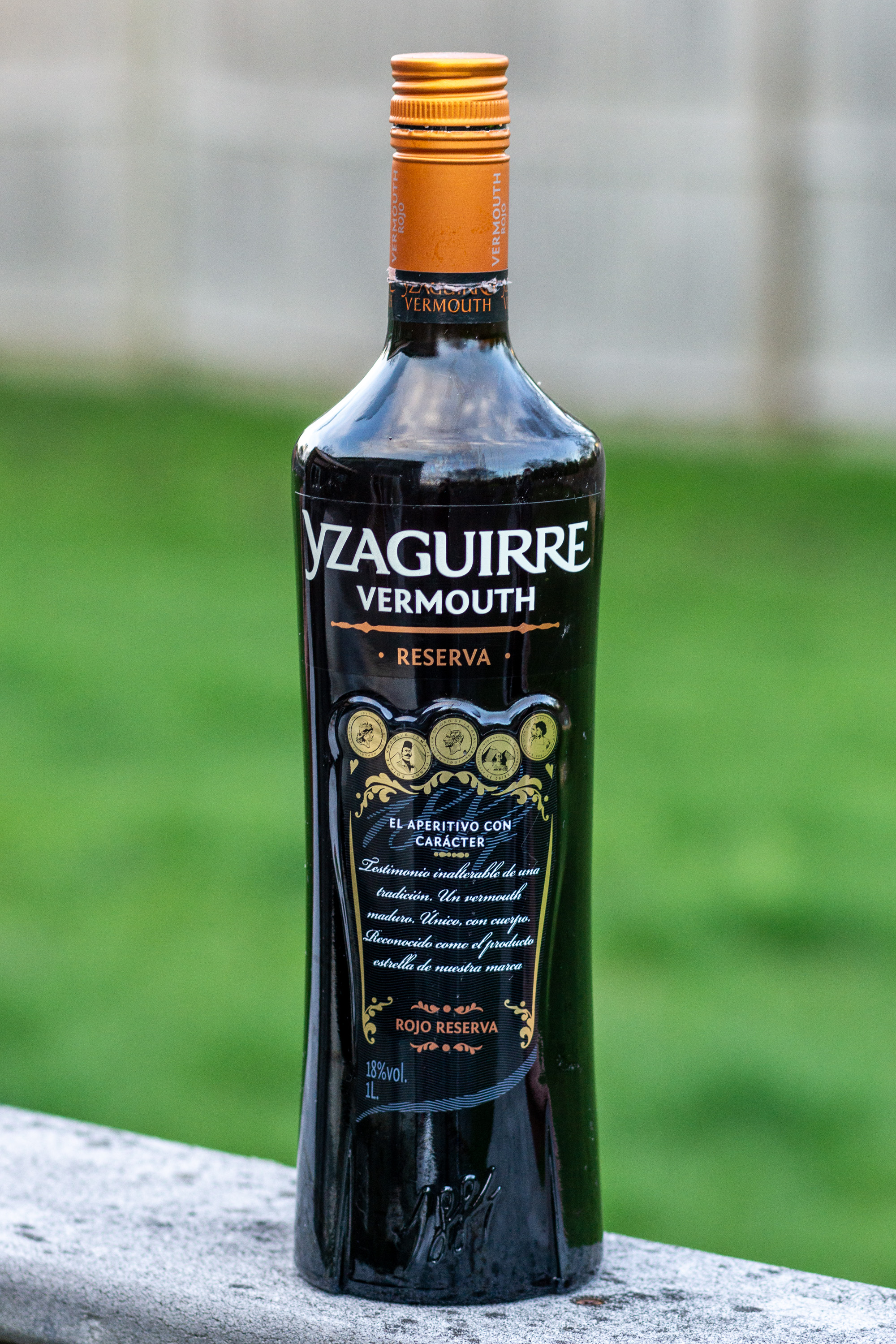
Una botella de Yzaguirre Rojo Reserva vermut

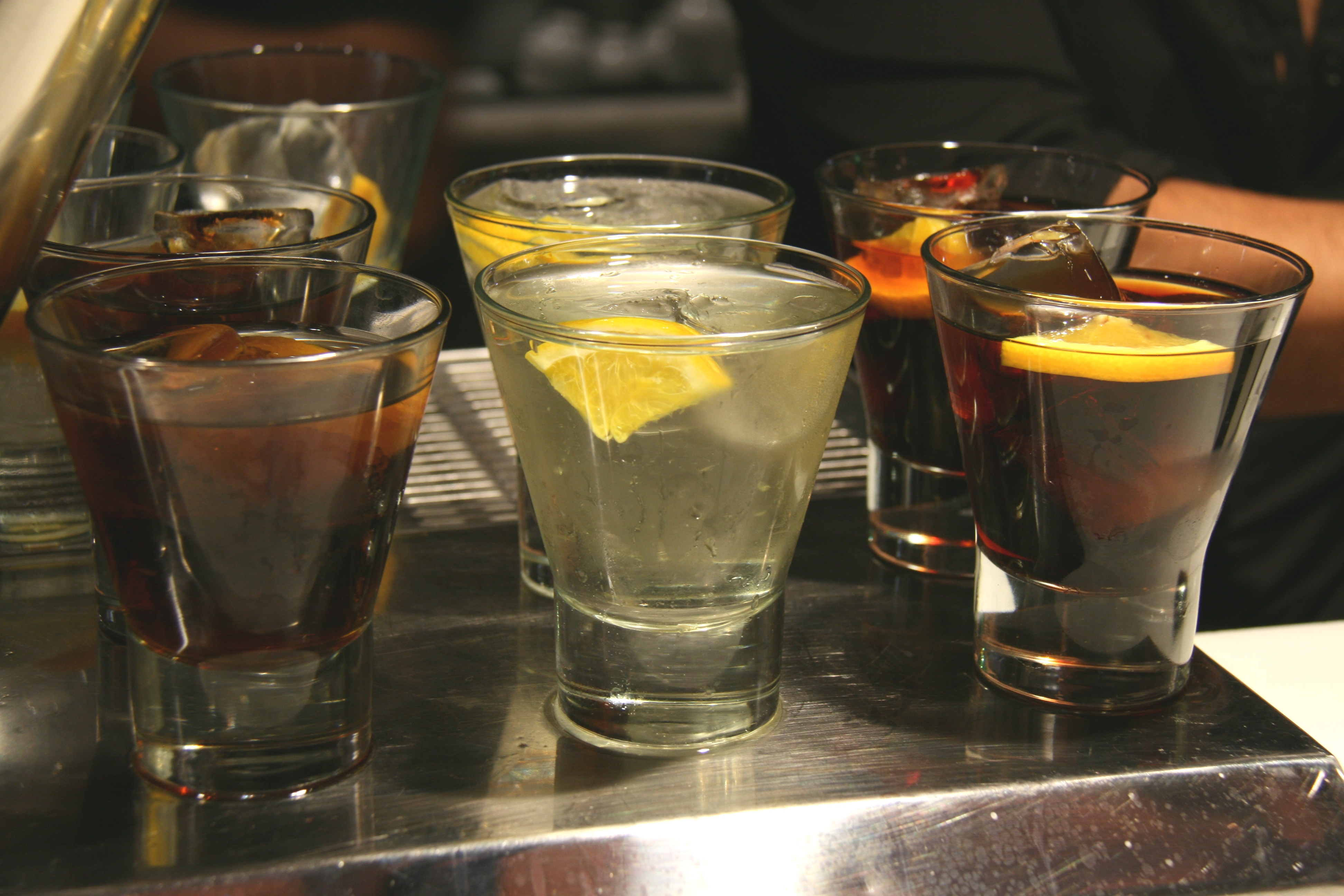
Vermuts Yzaguirre de diferentes colores.

Yzaguirre es una empresa familiar dedicada desde casi más de un siglo a la elaboración de vermut en España. Su popularidad se extiende por toda España. La empresa se fundó en el año 1884 con el nombre de Yzaguirre i Simó de Reus en la localidad de Morell (Tarragona) España, siendo una de las más antiguas de España.

## Características
Yzaguirre destaca por tener en la actualidad una amplia gama de vermuts de alta calidad, especialmente en la gama reserva. La marca ha destacado por haber alcanzado la graduación en alcohol de un 18 % en volumen habiendo sido madurado en barricas de roble. Esta forma de maduración permite que el vermut obtenido quede estabilizado en aroma y color pudiendo llegar a obtener un resultado en boca que alcanza equilibrio ente su gusto inicial, alcohólico y sus sabores en buena sintonía con los ácidos.

## Mercado
Yzaguirre es muy consumido en todo el territorio español, logrando que sea un producto común en los denominados vermuts de grifo. En el año 2002 comienza a abrir fronteras y comienza a exportar sus productos al extranjero. En el año 2008 la exportación ha ido creciendo hasta haber alcanzado ya un 20% del total de las ventas, llegando a cerca de una treintena de países.

## Variedades
- Rojo
- Blanco
- Rojo Reserva
- Blanco Reserva
- Dry Reserva